# Park Narodowy Costa Occidental de Isla Mujeres, Punta Cancún y Punta Nizuc
Park Narodowy Costa Occidental de Isla Mujeres, Punta Cancún y Punta Nizuc (hiszp. Parque nacional Costa Occidental de Isla Mujeres, Punta Cancún y Punta Nizuc) – park narodowy w Meksyku, w stanie Quintana Roo. Został utworzony 19 lipca 1996 roku i zajmuje obszar 86,73 km² (w tym 86,72 km² to wody morskie). W 2008 roku został zakwalifikowany przez BirdLife International jako ostoja ptaków IBA. W tym samym roku część parku została wpisana na listę konwencji ramsarskiej pod nazwą „Manglares de Nichupté”. Na północ od niego znajduje się Park Narodowy Isla Contoy, a na południu graniczy z Parkiem Narodowym Arrecife de Puerto Morelos.

## Opis
Park obejmuje trzy fragmenty rafy koralowej (Isla Mujeres, Punta Cancún i Punta Nizuc) położonej wzdłuż wschodniego wybrzeża półwyspu Jukatan (w pobliżu miasta Cancun), a także część wybrzeża i kilka niewielkich wysp (m.in. La Carbonera). Rafa jest częścią drugiego co do wielkości systemu rafowego na świecie – Sistema Arrecifal Mesoamericano (po Wielkiej Rafie Koralowej u wybrzeży Australii). System ten ciągnie się wzdłuż wybrzeży Belize, Hondurasu, Gwatemali i Meksyku (stan Quintana Roo) i ma długość około 1000 kilometrów.
Park odwiedza rocznie kilkaset tysięcy turystów z całego świata. Jedną z jego głównych atrakcji jest Museo Subacuático de Arte (MUSA), podwodne muzeum, w którym znajduje się ponad 500 rzeźb pełniących role sztucznych raf.
Klimat ciepły. Średnia roczna temperatura w parku wynosi +29,3 °C, a średnie roczne opady 1337,7 mm.

## Szata roślinna
Na wybrzeżu i wyspach (głównie na La Carbonera) dominują lasy namorzynowe. Namorzyny należą przeważnie do gatunków Avicennia germinans, Laguncularia racemosa i Rhizophora mangle. Rosną tu też m.in.: Batis maritima, Selenicereus testudo, Brassavola nodosa, Myrmecophila tibicinis, Aechmea bracteata, Echites yucatanensis, Cenchrus echinatus, Cakile lanceolata, Canavalia rosea, Ambrosia hispida, Opuntia stricta, Sesuvium portulacastrum, Chrysobalanus icaco i kokkoloba gronowa. 
Trawy morskie rosnące w parku to głównie Halodule wrightii, Thalassia testudinum i Syringodium filiforme. Występuje tu też 211 gatunków glonów. 

## Fauna
Koralowce występujące w parku to krytycznie zagrożone wyginięciem (CR) Siderastrea siderea, Millepora complanata, Acropora cervicornis i Acropora palmata, zagrożony wyginięciem (EN) Millepora alcicornis, a także m.in.: Eunicea mammosa, Porites astreoides, Antipathes pennacea, Plexaura homomalla, Plexaurella dichotoma, Gorgonia flabellum, Plexaura flexuosa i Pseudoplexaura porosa. 
Żyje tu 170 gatunków ryb. Są to zagrożone wyginięciem (EN) manta, granik itajara, żarłacz karaibski, rekin wielorybi i orleń cętkowany, narażony na wyginięcie (VU) Ginglymostoma cirratum, a także m.in.: nefrytek królewski, barrakuda wielka, Haemulon flavolineatum i ustniczek czarny.
W parku występuje 196 gatunków ptaków. Są to  m.in.: fregata wielka, pelikan brunatny, kondor królewski, amazonka żółtokantarowa, jastrzębiec, łaźczyk śniady, dżunglarka czarnolica, kacyk złoty, indyk pawi, sieweczka jasna, rybitwa brunatna i czarnostrząb leśny.
W części lądowej parku żyją krytycznie zagrożony wyginięciem (CR) żółw szylkretowy, zagrożony wyginięciem (EN) żółw jadalny oraz narażony na wyginięcie (VU) żółw karetta.
Ssaki morskie spotykane w parku to m.in. narażony na wyginięcie (VU) manat karaibski, a także butlonos zwyczajny.